# Acalypha echinus
Acalypha echinus é uma espécie de flor do gênero Acalypha, pertencente à família Euphorbiaceae.